# Juhani Avellan
Juhani Kari Kalervo Avellan (ur. 31 grudnia 1945 w Riihimäki zm. 28 lipca 2004 w Helsinkach) – fiński sztangista, reprezentant olimpijski na igrzyskach w Monachium, igrzyskach w Montrealu  oraz na igrzyskach w Moskwie. Brązowy medalista Mistrzostw Świata w 1975 roku.